# Frieda Claudy

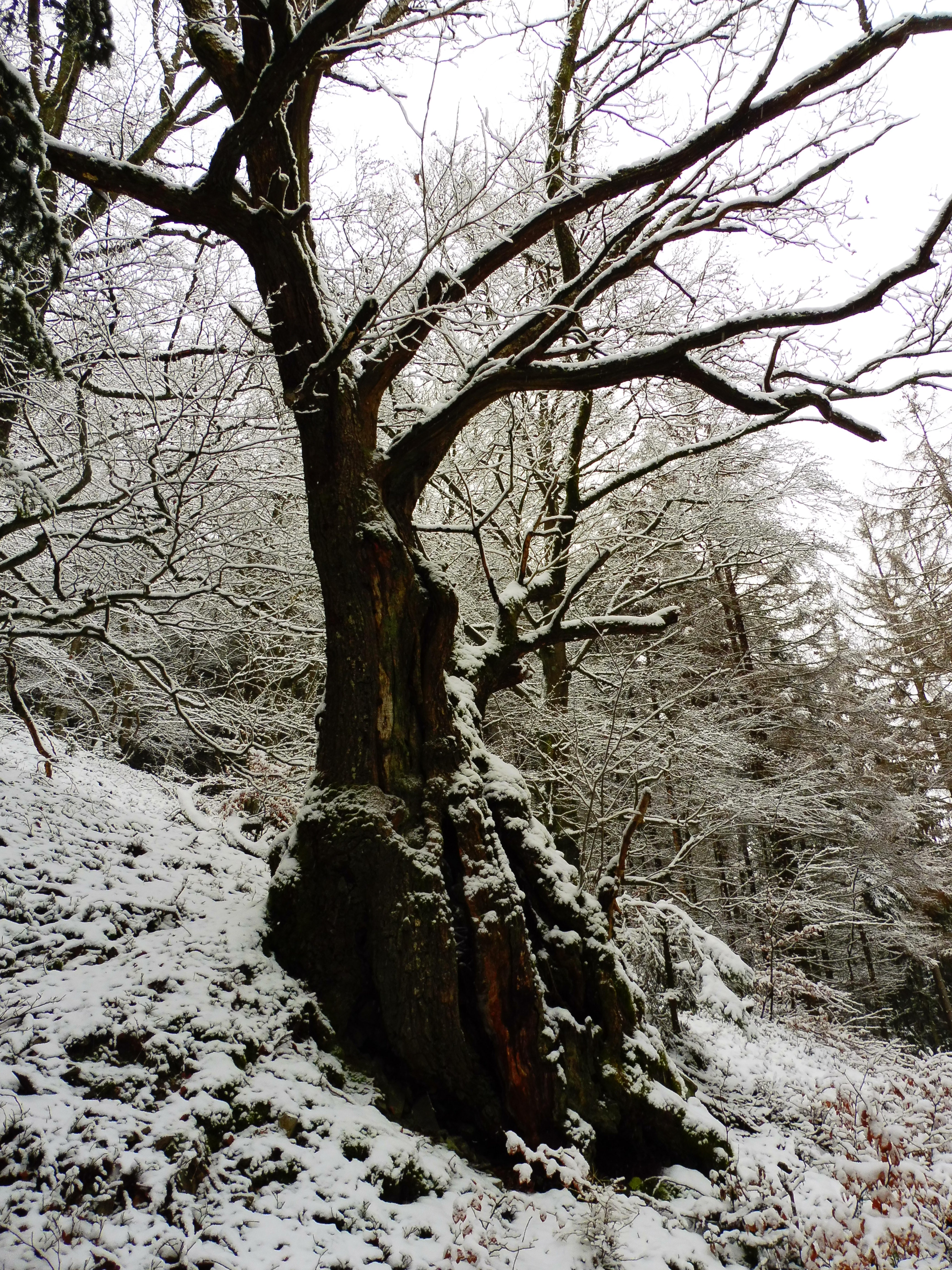
"Der einsame Baum." Ca. 400 Jahre alte Eiche an der Goldkaute oberhalb von Saßmannshausen.

Frieda Claudy (* 7. Januar 1880 in Berleburg; † 23. August 1946 ebenda) war eine deutsche Heimatschriftstellerin und Gemeindeschwester der evangelischen Kirchengemeinde in Berleburg. 

## Leben und Wirken
Die Dichterin mit dem ursprünglichen Vornamen Elfriede wurde am 7. Januar 1880 als zweite von drei Töchtern des fürstlichen Hofjägers Friedrich Claudi (1845–1882) und seiner Ehefrau Christiane geb. Dickel (1852–1924) geboren. Sie wuchs als Halbwaise auf, nachdem ihr Vater im Alter von 36 Jahren an der Schwindsucht verstorben war. In einer nach der Beerdigung veröffentlichten Danksagung im Wittgensteiner Kreisblatt erschien erstmals ihr Familienname mit Y, den die Familie fortan verwandte.
Das älteste Gedicht der damals 22-jährigen Frieda Claudy ist ein Prolog zur Bannerweihe des Radfahrervereins Berleburg, veröffentlicht im Juni 1902 im Wittgensteiner Kreisblatt. Hiernach folgte eine Vielzahl von Gedichten zu offiziellen Anlässen (z. B. Einweihung der Turnhalle, Einzug des Fürsten Richard zu Sayn-Wittgenstein-Berleburg nach seiner Heirat, Eröffnung der Bahnstrecke Raumland–Berleburg, Einweihung der Kleinkinderschule usw.), die auch die Lyrikerin bekannter machten. 
Claudys Berufstätigkeit als Krankenschwester begann im Kriegsjahr 1914. Nach einem Kursus für Kranken- und Verwundetenpflege arbeitete sie als Rot-Kreuz-Helferin in einem Lazarett, das im Schloss Berleburg eingerichtet worden war. Später ließ sie sich in der Wochen- und Säuglingspflege ausbilden und legte in der Universitätsklinik Gießen ihr Examen ab. Nach Abschluss ihrer Ausbildung war Frieda Claudy von 1923 bis Ende 1927 im damaligen Kreis Wittgenstein in mehreren privilegierten Haushalten (z. B. Hüttenbesitzer Freiherr von Wittgenstein, Amtmann Dr. Schulenburg, Landrat Erich Kretschmar) als Kinder- und Säuglingsschwester tätig. Weitere Stationen ihres beruflichen Wirkens waren Bochum, Witten und Krefeld. 1934 bewarb sie sich um die Stelle der Gemeindeschwester in Berleburg und wurde dort am 26. Mai 1934 eingestellt; eine Funktion, die sie bis zu ihrem Tod ausübte.
Frieda Claudy starb am 23. August 1946 im Alter von 66 Jahren im Krankenhaus Berleburg. Sie bereicherte durch ihr Schaffen die lokale Literatur. Ihre Naturverbundenheit, Heimatliebe und Sehnsucht kommen in nahezu jedem ihrer Gedichte zum Ausdruck, die meist hoffnungsvoll enden. Waren zunächst 63 Gedichte bibliografisch erfasst, so konnten bei den Arbeiten zu einem Artikel für den Wittgensteiner Heimatverein 110 Werke von Frieda Claudy belegt werden. In einer biografischen Publikation des Jahres 2023 wurden 182 Gedichte der Künstlerin editiert.

## Werke (Auswahl)
- Zur Jahreswende. In: Wittgensteiner Kreisblatt. 2. Januar 1904.
- Zum Totenfest. In: Wittgensteiner Kreisblatt. 23. November 1907, S. 1.
- Der einsame Baum. In: Wittgensteiner Kreisblatt. 11. Januar 1924.
- Letzter Gruß unserm geliebten Fürsten Richard zu Sayn=Wittgenstein=Berleburg, von den Getreuen seines Landes Wittgenstein. In: Wittgensteiner Kreisblatt. 11. Mai 1925.
- Heimat. In: Das schöne Wittgenstein (DschW) 1938, Nr. 6, S. 45.
- Weihnachten in der Stadt. In: Das schöne Wittgenstein 1938, Nr. 12, S. 92.
- Die alte Bank. In: Das schöne Wittgenstein 1939, Nr. 8, S. 61.
- Winterzauber. In: Das schöne Wittgenstein1939, Nr. 12, S. 92.
- Einführungsprolog für das neue Heimatbuch. In: Das schöne Wittgenstein, H. 1, Jg. 1927, Verlag Ernst Schmidt, Laasphe 1927, S. 11.
- Heimkehr. In: Fritz Vitt (Hg): Wittgensteiner Heimatbuch. Laasphe 1938, S. 189.
- Herbsttag in der Heimat. In: Fritz Krämer (Hg.) im Auftrag des Arbeitsausschusses Heimatbuch: Wittgensteiner Heimatbuch. Band II, Balve 1965, S. 455.
- Noch einmal…. In: G. Hippenstiel, Werner Wied (Hg.): Wittgenstein III. Bad Laasphe 1984, S. 326.